# Alfred Grünefeldt
Alfred Grünefeldt (* 13. März 1941) ist ein ehemaliger deutscher Kunstturner.

## Leben
Alfred Grünefeldt war Turner im VfL Neckargartach, ab 1967 beim SV Neckarsulm. Er war 1960 und 1965 württembergischer Meister im Deutschen Zehnkampf, 1962 deutscher Juniorenmeister im Bodenturnen, 1963 württembergischer Meister an Boden, Reck und Pferdsprung sowie 1964, 1969, 1970 und 1973 Meister im Deutschen Zehnkampf auf Bundesebene. 1968 verfehlte er wegen einer Verletzung knapp die Qualifikation zu den Olympischen Spielen in Mexiko.
1964 und 1969 war Alfred Grünefeldt Unterländer Sportler des Jahres. In den 1970er Jahren arbeitete er in der Mannschaft des SV Neckarsulm als Sportlehrer. Grünefeldt lebt in Heilbronn.